# Belšazar
Belšazar (biblijsko hebrejsko בלשאצר, Baltazar, akadsko Bēl-šarra-uṣur, Bel ščiti (varuje) kralja grško  Baltazar)  je bil babilonski princ, sin zadnjega kaldejskega kralja Nabonida, * 6. stoletje pr. n. št., † 539 pr. n. št., Babilonija
Med očetovim prostovoljnim izgnanstvom v oazi Tejma je od leta 553 pr. n. št. do 543 pr. n. št. upravljal Novobabilonsko cesarstvo. Po očetovi vrnitvi je dobil nalogo, da brani mesto Babilon pred Perzijci. Leta 539 pr. n. št. je bil oče v bitki pri Opisu poražen, Belšazar ujet, mesto Babilon pa prisiljeno k vdaji.
V Danielovi knjigi je prikazan kot sprevržen in ohol vladar, ki je tlačil zasužnjene Jude. V 5. poglavju knjige je zgodba, da je med veliko gostijo neznana roka na zid palače v aramejskem klinopisu napisala tajne besede mene, mene, tekel, upharsin, ki jih Belšazarjevi učenjaki niso znali razložiti. Za razlago so prosili Daniela, ki je besede razložil kot božjo napoved propada Babilonije. 
Belšazar je omenjen tudi na Nabonidovem valju in v Nabonidovi kroniki. 

## Zgodovinskost

### Kralj Babilonije
V Belšazarjevem ediktu  (YBT 6 103) se Belšazar nalavlja s kronski princ. Aramejski Kumranski zvitek  4Q243 (odlomek 2, vrstici 1-2)  omenja Belšazarja kot babilonskega podkralja, ki je vladal v Nabonidovi odsotnosti, medtem ko se v Danielovi knjigi omenja kot kralj  (Daniel 5:1–30).
Od 19. stoletja nekaj zgodovinarjev, med njimi Robert Dick Wilson in W. H. Stevenson, trdi, da Belšazar ni bil kralj, čeprav Wilson in Stevenson priznavata, da je bil legitimna zgodovinska oseba. V Babilonskih kronikah je Belšazar poveljeval vojski na severu Babilonskega cesarstva, medtem ko je Nabonid ostal v Babilonu. Zapisu sledi nečitljiv del, za njim pa je podatek, da je bil Nabonid pri svoji vojski. John H. Raven domneva, da bi v tem času Belšazar lahko vladal v prestolnici. Takšno stanje bi potrdilo Danielovo trditev, da je »tedaj Belšacár rekel, naj Daniela oblečejo v škrlat, mu dajo zlato verižico okoli vratu in razglasijo, da bo kot tretji vladal v kraljestvu«. John H. Raven kljub temu, da je Robert D. Wilson odkril prepričljive dokaze o Belšazarjevi podrejenosti, trdi, da so Belšazarja naslavljali s kraljem in da je to tudi bil.
Ksenofont v Kiropediji (4.6.3) omenja sina babilonskega kralja, katerega so naslavljali s kraljem. V Babiloniji je vladal v času, ko je Kir pripravljal svojo vojsko za prodor proti mestu. Njegovega imena ne pove, pove pa, da so ga po padcu Babilona ubili. 

### Ahemenidska invazija
Kiropedija je Ksenofontova zgodovinska romanca, napisana v zgodnjem 4. stoletju pr. n. št., ki naj bi bila delno tudi izmišljena biografija Kira Velikega. Kiropedija (4.6.3), Herodot pa ne, opisuje dva kralja, očeta in sina, ki sta vladala v Babiloniji, ko je država padla. Ko je padlo mesto Babilon, je vladal mlajši kralj in bil tisto noč ubit. Kiropedija njunih imen ne omenja. 
Kiropedija  (7.5.20-33) in Herodot (I.292) se strinjata, da je združena medijska in perzijska vojska vdrla v mesto po kanalu  Evfrata. Napadalci so vodo speljali v kanale, ki jih je dal izkopati Kir za napad na mesto. V mestu je bilo veliko praznovanje in na napad ni bilo pripravljeno. Kiropedija (7.5.26-35) piše, da je mesto osvojil Gobrias  (grško Ugbaru), ki je z oddelkov vojakov vdrl v mesto in ubil babilonskega kralja. Gobrias (Kiropedija 7.5.25) je omenil, da se je celo mesto, vključno z delom straže, bučno zabavalo. Vse, ki so se upirali, so napadalci pobili, tudi tiste pred banketno dvorano. Osvojitev mesta in uboj kraljevega sina je opisan v Kiropediji  7:5.26-30:
(26) Potem so vdrli. Vse tiste, na katere so naleteli, so pobili, drugi pa so pobegnili v hiše. Nekateri so vpili in jokali, vendar so jih Gobrias in njegovi prijatelji preglasili, kot da se sami veseljačijo. Po najkrajši poti so se kmalu znašli pred kraljevo palačo. (27) Oddelek vojakov pod Gobriasovim in Gadatasovim poveljstvom je naletel na zaprta vrata. Možje, izbrani za napad na stražo, so navalili na stražarje, ki so popivali ob ognju, in se jim približali. (28) Ker je hrup postajal vedno glasnejši, je kralj ukazal, naj gredo pogledat, kaj se dogaja. Nekaj ljudi je odprlo vrata in zbežalo iz palače. (29) Ko so Gadatas in njegovi ljudje zagledali široko odprta vrata palače, so se zakadili vanjo, tik za petami tistih, ki so zbežali nazaj v vanjo, in jih z meči v roki zasledovali v prisotnosti kralja. (30) Našli so ga stoječega s sabljo v roki, vendar so ga zaradi številčne premoči premagali. Pobegnil ni hihče iz njegovega spremstva, vsi so bili posekani, nekateri na begu, drugi pa so pograbili, kar so mogli, in se branili po najboljših močeh.
Ksenofont in Daniel (5) opisujeta, da je Belšazar odstopil tisti večer, ko je mesto padlo. Ksenofont, Herodot in Daniel pišejo, da so Perzijci zavzeli Babilon s presenečenjem med praznovanjem in s samo nekaj padlimi.

## Judovsko izročilo
Belšazar se pojavlja v številnih delih klasične judovske rabinske književnosti. V Talmudu (Megillah 11a-b) je kronologija naslednjih treh babilonskih kraljev; Nebukadnezarja, ki je vladal 45 let, Evil-merodaha (23 let) in Belšazarja (2 leti), ki je bil na začetku tretjega leta svoje vladavine ubit na večer padca Babilona (Meg. 11b).
V Talmudu in Midrašu je poudarjeno Belšazarjevo tiransko zatiranje judovskih podložnikov. Za več odlomkov v Knjigi prerokov se domneva, da se nanašajo nanj in njegove predhodnike. V odlomku  »kot bi človek bežal pred levom in srečal medveda« (Amos v. 19) naj bi lev poosebljal Nebukadnezarja, enako popadljivega medveda pa Belšazar. 
Trije babilonski kralji so pogosto omenjeni skupaj kot brezbožni in tiranski vladarji, ki so zatirali Jude in bili zato vnaprej obsojeni na nemilost in uničenje. Verz  »Dvignil se bom proti njim, reče Bog nebeške vojske, in v Babilonu iztrebil ime in njegov ostanek in sina in vnuka, reče Gospod« naj bi se nanašal ravno na to trojico. »Ime« naj bi se nanašalo na Nebukadnezarja, »ostanek« na Evil-merodaha, »sin« na Belšazarja in »vnuk« na Vaštija. Ukaz, ki ga je dobil Abraham, naj na koščke razseka tri telice (Genesis 15:9) in je bil del sporazuma med njim in Bogom, je za Danielove bralce simboliziral Babilonijo in njene tri kralje, Nebukadnezarja, Evil-merodaha in Belšazarja. (Midrash Genesis Rabbah xliv.).
Midraška književnost podrobno opisuje Belšazarjevo smrt. Kasnejše izročilo pravi, da sta bila Kir in Darej vratarja kraljeve palače. Belšazar, zelo vznemirjen zaradi skrivnostnega napisa na zidu in prerokbe, da bo nekdo z morilskimi nameni vdrli v palačo, je svojim vratarjem ukazal, naj obglavijo vsakogar, ki bi tisto noč poskušal vdreti na silo, čeprav bi se izdajal za kralja. Belšazar je tiso noč neopazno odšel iz palače skozi zadnja vrata. Na povratku ga stražarji niso spustili palačo, čeprav je dokazoval, da je kralj. Rekli so: »Ali nam ni kralj ukazal, da moramo obglaviti vsakogar, ki bi poskušal vstopiti v palačo, čeprav bi trdil, da je kralj?« Kir in Darej sta skladno s kraljevim ukazom pograbila težak okrasni del svečnika in z njim razbila lobanjo svojega gospodarja.(Cant. R. iii. 4).